# Augustinessen

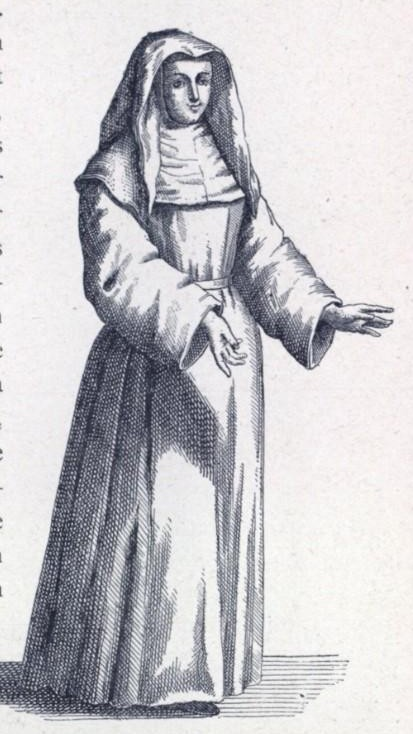
Habijt van een augustines in de middeleeuwen

De zusters augustinessen vormen een kloosterorde binnen de Rooms-Katholieke Kerk en zijn de vrouwelijke tegenhanger van de orde der augustijnen. Hun wortels gaan terug tot in de dertiende eeuw. Daarmee dateert hun stichting van ruim vóór het Concilie van Trente (1545-1563), waardoor deze kloostergemeenschap een andere positie in het kerkelijk recht inneemt dan de ná dit concilie gestichte aan- of naamsverwante kloostercongregaties van augustinessen. 
Een kloosterorde heeft een zelfstandige positie, met aan het hoofd een generale overste die rechtstreeks onder het gezag van de paus in Rome valt. De verschillende huizen van een kloostercongregatie vallen sinds Trente onder het gezag van de plaatselijke bisschop. Beide vormen van augustinessen leven naar de kloosterregel van de heilige Augustinus, maar de congregaties doen dat volgens de derde regel van Augustinus. Zij worden ook wel tertiarissen genoemd. Het verschil zit onder meer in het afleggen van plechtige of eenvoudige geloften, het leiden van een contemplatief leven als koorzuster of werkzaam zijn in de maatschappij, en het zich houden aan een dagritme met het bidden van getijden, of juist niet. De Augustinessen van St. Monica handhaven een tussenvorm. 

## Augustinessen met plechtige geloften
- augustijner koorvrouwen
- augustijner heremitessen

## Congregaties met eenvoudige geloften
Momenteel zijn als tertiarissen bij de Augustijner Orde (OSA) aangesloten:
- Cellitessen
- Hedwigzusters
- Ritazusters

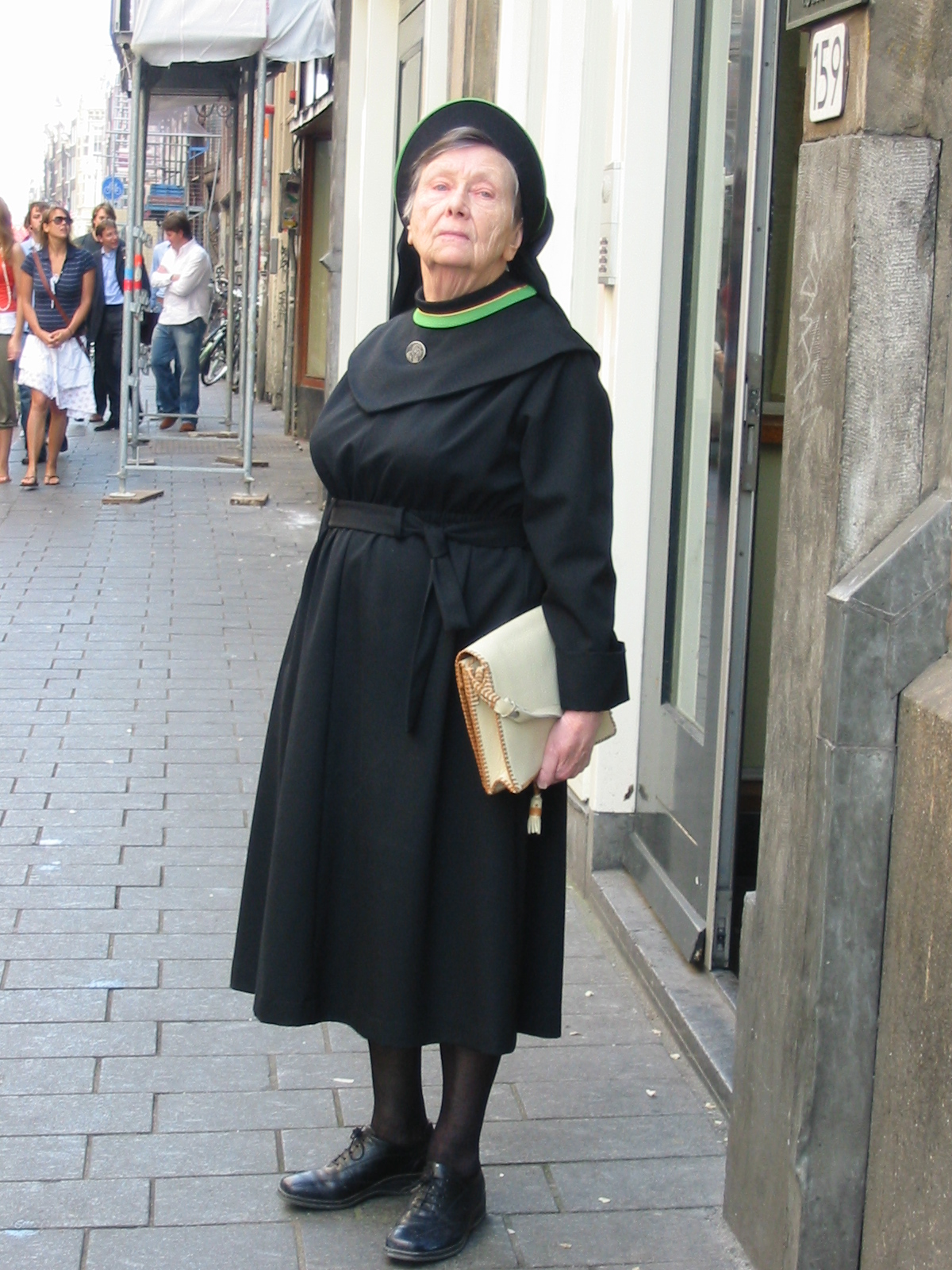
Een zuster-augustines van Sint Monica in de Warmoesstraat te Amsterdam

- Barmhartige Zusters naar de regel van de heilige Augustinus in Neuss (de zg. "Neusser Augustinessen")
- Christenseressen in Stolberg
- Zwarte Zusters in België
- Augustinessen van de Barmhartigheid in Delft, nu: Augustinessen van Heemstede
- Augustijner Ziekenzusters in Leuven en Luik
- Zusters Augustinessen van Sint-Monica, in 1934 gesticht als contemplatieve congregatie te Utrecht, vanaf 1939 ook actief werkzaam in de maatschappij. Vestigingen te Utrecht, Amsterdam, Hilversum (Stad Gods, 1946-2014) en Maastricht (Hof van Sint-Monica, 1962-2005).